# フィリアシ
フィリアシ（ルーマニア語: Filiaşi）は、ルーマニアのドルジュ県に位置する町。ジウ川に面する。人口は1万8848人（2002年）。アルマジェル、ブルタ、ブラニシュテ、フラトシュティツァ、ラカリイ・デ・スース、ウスカチの六村から成る。